# Zinaida Turčinová
Zinaida Michajlovna Turčinová, rozená Stolitěnková (* 17. května 1946 Kyjev) je bývalá sovětská házenkářka ukrajinské národnosti. Hrála na pozici rozehrávačky. Celou svoji kariéru od roku 1962 do roku 1994 strávila v klubu Spartak Kyjev. Získala s ním v letech 1969 až 1988 dvacet titulů mistryň SSSR v řadě a třináctkrát vyhrála Pohár mistryň evropských zemí (1970, 1971, 1972, 1973, 1975, 1977, 1979, 1981, 1983, 1985, 1986, 1987 a 1988). Roku 1990 se stala hrající trenérkou a od roku 1993 je předsedkyní klubu. V letech 1994 až 1996 trénovala ukrajinskou reprezentaci.
Za sovětskou reprezentaci sehrála více než 500 mezistátních utkání. Je dvojnásobnou olympijskou vítězkou z let 1976 a 1980, na LOH 1988 získala bronzovou medaili. Startovala na pěti světových šampionátech, vyhrála v letech 1982 a 1986, druhá byla v letech 1975 a 1978 a třetí v roce 1973. Mezinárodní házenkářská federace ji v roce 2000 vyhlásila nejlepší hráčkou dvacátého století.
V roce 1965 se provdala za trenéra Spartaku Igora Turčina (1936–1993). Má dvě děti, dcera Natalja hrála rovněž házenou za kyjevský Spartak.